# Нисија
Нисија (грч. Νησί, Ниси) је насељено место у општини Воден у периферији Средишња Македонија, Грчка. Према попису из 2021. године било је 332 становника.
Према бугарском географу и историчару, Василу Канчову, у Нисији је 1900. године живело 340 Словена хришћана. Македонски историчар Тодор Симовски, 1998. године наводи да је Нисија словенско насеље.